# Aneplasa primaris
Aneplasa primaris är en spindelart som beskrevs av Tucker 1923. Aneplasa primaris ingår i släktet Aneplasa och familjen plattbuksspindlar. Inga underarter finns listade i Catalogue of Life.